# Карбонат празеодима
Карбонат празеодима — неорганическое соединение, 
соль металла празеодима и угольной кислоты
с формулой Pr2(CO3)3,
кристаллы,
не растворяется в воде,
образует кристаллогидраты — зелёные кристаллы.

## Получение
- Пропускание углекислого газа через суспензию гидроксида празеодима[1]:

{\displaystyle {\mathsf {2Pr(OH)_{3}+3CO_{2}\ {\xrightarrow {}}\ Pr_{2}(CO_{3})_{3}\downarrow +3H_{2}O}}}
- Обменными реакциями:

{\displaystyle {\mathsf {2PrCl_{3}+3(NH_{4})_{2}CO_{3}\ {\xrightarrow {}}\ Pr_{2}(CO_{3})_{3}\downarrow +6NH_{4}Cl}}}

## Физические свойства
Карбонат празеодима образует кристаллы.
Не растворяется в воде.
Образует кристаллогидрат состава Pr2(CO3)3•8H2O, который начинает частично терять воду при 100°С.

## Химические свойства
- Реагирует с кислотами:

{\displaystyle {\mathsf {Pr_{2}(CO_{3})_{3}+6HCl\ {\xrightarrow {}}\ 2PrCl_{3}+3CO_{2}\uparrow +3H_{2}O}}}
- С карбонатами щелочных металлов образует двойные соли Pr2(CO3)3•K2CO3•12H2O, 2Pr2(CO3)3•3Na2CO3•22H2O, Pr2(CO3)3•(NH4)2CO3•4H2O.